# Host Nation Support
Als Host Nation Support (HNS) gemäß NATO-Truppenstatut bezeichnet man in der NATO die zivile und militärische Unterstützung alliierter, ausländischer Streitkräfte in einem Gastland durch dessen Regierung.
Die Entwicklung der sicherheitspolitischen Lage in Europa hat dazu geführt, dass die Bundesrepublik Deutschland sich im NATO-Bündnisrahmen seit den 2020er Jahren wieder verstärkt auf Landes- und Bündnisverteidigung einstellt. Das bedeutet, dass Deutschland sich vornehmlich als Transitland für den Aufmarsch multinationaler Verstärkungskräfte der NATO versteht, die in Deutschland Unterstützung während der Verlegung, z. B. ins Baltikum, benötigen.
HNS umfasst den gesamten Bereich von der Einreisegenehmigung für militärisches Gerät, Fahrzeuge und Waffen, bis hin zu Fragen der Marschwege, der Unterkunft oder der Versorgung mit Betriebsstoff oder der Absicherung gegen Störaktionen und Angriffe. Ebenso werden die Nationen bezüglich der Regeln, die in Deutschland einzuhalten sind, informiert, beraten und unterstützt.
Die Organisatoren kommen mit einer Vorplanung zum Kommando Streitkräftebasis (SKB), aus der die beabsichtigten Verkehrsrouten hervorgehen, oft schon mit konkreten Forderungen, was an Unterstützungsleistungen benötigt wird. In sog. Konferenzen wird in allen Einzelheiten abgestimmt, an welchen Orten welche Unterstützungsleistungen erforderlich sind – bis hin zu Abstellflächen bei technischem Halt oder Rast für Gefahrguttransporte oder Waffensysteme mit besonderen Abmessungen oder Gewichtsmaßen.